# Hammondsport
Hammondsport ist ein Dorf im Steuben County, New York. Der ZIP-Code ist 14840. Bei der Volkszählung 2010 hatte Hammondsport 661 Einwohner. Es liegt an der Rt 54 und befindet sich am Ende des Keuka Lake.
Es wurde 1827 durch einen Mr. Hammond gegründet. Hammondsport liegt in einem Weinanbaugebiet, weshalb der wirtschaftliche Schwerpunkt auch im Weinanbau und der Herstellung von Wein liegt.
Berühmt wurde Hammondsport durch den Luftfahrtpionier, Rennfahrer und Unternehmer Glenn Curtiss, der dort geboren wurde. Heute existiert dort zu seinen Ehren ein Museum.